# Eudynamys orientalis
El koel del Pacífico (Eudynamys orientalis) es una especie de ave cuculiforme de la familia Cuculidae que vive en el Sureste Asiático oriental y Oceanía. 

## Taxonomía
En el pasado se clasificó somo subespecie del koel común. Posteriormente cuando se fue separando este complejo de especies se lo consideró conespecífico con el koel piquinegro, pero en la actualidad la mayoría de los expertos lo consideran una especie aparte. Paralelamente, la población que cría en Australia es considerada como una especie separada por algunos taxónomos, como Eudynamys cyanocephalus, con un taxón que se había usado como subespecie del koel común.

## Distribución y hábitat
El koel del Pacífico se extendería desde las islas menores de la Sonda en el este hasta las islas Salomón en el oeste, y llegaría hasta las regiones costeras del norte y este de Australia, aunque las poblaciones que crían en esta última zona corresponderían al koel australiano (Eudynamys cyanocephalus) para los expertos que lo consideran especie aparte.

## Comportamiento
Como sus demás parientes el koel del Pacífico practica el parasitismo de puesta. Las hembras distribuyen sus huevos por nidos de otras especies para que sean cridados por los huépedes. A diferencia de otros cucos parásitos, los pollos de koel no intentan matar a los pollos de su huésped. Este comportamiento es compartido con el cuco tucán, que como el cuco del Pacífico de adultos son principalmente frugívoros.